# 모르강 뒤블레
모르강 뒤블레(Morgane Dubled, 1984년 7월 1일 ~ )는 프랑스의 모델이다.